# 岗沟街道
岗沟街道，是中华人民共和国青海省海东市乐都区下辖的一个街道。
2021年11月29日，青海省人民政府批准撤销碾伯镇，设立碾伯街道、岗沟街道。

## 行政区划
岗沟街道下辖以下地区：
七里店社区、文化街社区、滨河路社区、七里店村、七里店东村村、李家村、熊沈家村、上教场村、下教场村、晁家村、崖湾村、赵家村、高家村、西岗村、九哈家村、东岗村、贾湾村、土桥村、汤官营村、陶马家村、水磨湾村。